# Patrón (película)
Patrón es una película en blanco y negro producida por Argentina y Uruguay, dirigida por Jorge Rocca sobre su propio guion según el cuento homónimo de Abelardo Castillo que se estrenó el 6 de julio de 1995 y que tuvo como principales intérpretes a Walter Reyno, Valentina Bassi, Leonor Manso y Sara Larocca.

## Sinopsis
Un estanciero que está llegando a viejo y no tiene hijos se casa con una adolescente, hija de un peón ya muerto. 
La historia transcurre en una estancia en el interior de una provincia. El patrón es un terrateniente poderoso que solo sabe mandar y hacerse obedecer. Al darse cuenta de que está llegando a viejo decide casarse y elige para ello una joven analfabeta hija de un peón suyo que está muerto. 
Después del casamiento la muchacha va a vivir con el patrón en la estancia y es tratada con brutalidad y despotismo por su ahora marido, ella es una joven de 17 años y el ya en el ocaso de su vida, se desarrollan diferentes escenas de violencia física y sexual en la película ya que el patrón quiere que la chica quede embarazada, y así conseguir un heredero para sus campos cuando él ya no este. 
Finalmente la muchacha logra quedar embarazada y su esposo la sigue tratando con violencia y despotismo. Un día en un momento donde están haciendo tareas de campo con las vacas un toro logra soltarse del corral y lastima al patrón gravemente, este será atendido por un médico y por una de las mujeres que trabajan en la estancia. Al final el médico le informa a la muchacha que su marido ha salvado su vida pero que nunca más podrá hablar ni tampoco moverse. A partir de ese momento la muchacha ya avanzada en su embarazo empieza a tomar responsabilidad en la estancia al mismo tiempo que se ocupa de su marido ahora lisiado. En un cierto punto ya casi a punto de dar a luz decide enviar a los trabajadores más importantes de la estancia a hacer trabajos en el campo y se deshace también de la ama de llaves. Al quedarse sola en la estancia y ya a punto de dar a luz prepara todo para ese momento. El niño nacerá en la estancia y su madre no será asistida por ninguna persona. Luego del nacimiento del bebé, la muchacha se dirige con el recién nacido a la habitación donde se encuentra el patrón y le entrega el niño a este. Ella después encierra al hombre y al bebé en la habitación bajo llave, tira la llave en una hoguera y parte en un carro con rumbo desconocido. Al final del film se la ve llegar a un páramo en el mar donde ella mira la caída del sol.

## Reparto
- Valentina Bassi
- Leonor Manso
- Walter Reyno
- Sara Larocca
- Dante Alfonso
- Gloria Demassi
- Mauricio García
- Jorge Bazzano
- Eduardo Prous
- Dardo Delgado
- Carlos Aldama
- Carlos Lissardy
- Gonzalo Viana
- Andrés Alaniz

## Premios y nominaciones
Asociación de Cronistas Cinematográficos de la Argentina, Premios 1996
- Patrón, ganadora del Premio Cóndor de Plata a la Mejor Opera Prima.
- Leonor Manso, ganadora del Premio Cóndor de Plata a la mejor Actriz de Reparto.
- Jorge Rocca, ganador del Premio al Mejor Guion Adaptado.
- Valentina Bassi ganadora del Premio a la Mejor Revelación Femenina.
- Daniel Rodríguez Maseda, candidato al Premio Cóndor de Plata a la Mejor Fotografía.

Festival de Cine de Gramado, 1995
- Jorge Rocca, ganador del Premio Especial del Jurado.
- Jorge Rocca, candidato al Premio kikito de Oro al Mejor Filme Latino.